# نور رومي
نور أمين الرومي هي طبيبة عراقية أمريكية، كانت قد اختيرت أفضل طبيبة لعام 2023 من قبل الرابطة الدولية لكبار المتخصصين (IAOTP) لقيادتها المتميزة والتزامها بقطاع الرعاية الصحية في الولايات المتحدة.

## سيرتها
الدكتورة نورأمين الرومي عراقية من الديانة المندائية، ولدت وعاشت ودرست في بغداد. درست في كلية الطب بجامعة بغداد وتخرجت عام 1981، انهت اقامتها قبل الحصول على الدبلوم في اختصاص (النسائية والتوليد)، ونجحت بتفوق في دراسة الدبلوم.
هاجرت عائلة الطبيبة نور رومي من العراق عام 1990 الى الولايات المتحدة، عندما وصلت للولايات المتحدة واجهت صعوبات، خاضت امتحانات واختبارات عديدة اجتازتها بتفوق كون كلية الطب بجامعة بغداد، التي اسسها الطبيب الانكليزي سندرسن باشا، الذي كان طبيبا للملك في العراق، تتبع منهاج ونظام دراسي انكليزي بحت، وهذا النظام يعتمد على الطب السريري، وبدأت مسيرتها مع الطب في اميركا، وانشغلت بدراسة تكنولوجيا الطب وهكذا جمعت بين الطب السريري والتكنولوجيا الطبية التي تتفوق بها الولايات المتحدة.
أمضت أكثر من أربعة عقود من الخبرة في الطب الباطني، أثبتت الدكتورة رومي نفسها كخبيرة استثنائية في هذا المجال وهي حاصلة على شهادة البورد في: الطب الباطني، صحة المرأة، الطب الرئوي وطب القلب والأوعية الدموية. وعلى الرغم من انضمام الدكتورة رومي إلى قسم الطب الباطني لدى مؤسسة إيمرسون (Emerson) التابع لمستشفى Emerson فيكونكورد، نيويورك، Concord مؤخرا، إلا أنها تتمتع بخبرة عشرين عاما في مجال الرعاية الأولية في منطقة  (Concor)كونكورد. تتقن اللغة العربية والإنجليزية والفرنسية والإسبانية.

## جوائز وتكريمات
اختيرت الطبيبة العراقية، من بين مليون و(660) الف طبيب ممارس في (50) ولاية اميركية، الدكتورة نور أمين رومي، طبيبة في مستشفى إيمرسون، الحاصلة على شهادة البورد في الطب الباطني ومرخص لها بمزاولة المهنة في ولاية (ماساتشوستس)، مؤخرا كأفضل طبيبة لعام 2023 من قبل الرابطة الدولية لكبار المتخصصين (IAOTP) لقيادتها المتميزة والتزامها بقطاع الرعاية الصحية. في الولايات المتحدة. وكانت مؤسسة «Marquis Who,s Who in America قد اختارت الطبيبة نور الرومي، كأفضل طبيبة في اختصاصها حيث أُدرج اسمها في جميع مجلدات السيرة الذاتية للموسوعة.
الرابطة الدولية لكبار المتخصصين (IAOTP)، أوضحت قائلة: "طوال مسيرتها المهنية اللامعة، حصلت الدكتورة نور أمين رومي على العديد من الجوائز والأوسمة لأدوارها المتميزة والتزامها بالمجال الطبي"، منبهة الى انه “سيتم ظهورها، اعتبارها من هذا العام في مجلة (Top Industry Professionals) ومجلة (Top Industry Professionals)، وهي مجلات متخصصة في العلوم الطبية، كُرمت كأفضل طبيبة لعام 2023 من قبل الرابطة الدولية لكبار المحترفين (IAOTP) في حفل توزيع الجوائز السنوي الذي سيقام في ديسمبر، كانون الثاني 2024.
شغلت منذ عام 2018 منصب رئيسة جمعية المهنيين الطبيين المندائيين، وهي مجموعة من الأطباء الذين يتبعون الديانة المندائية التي يعد العراق موطنها الاصلي.